# اقتصاد ونزوئلا
اقتصاد ونزوئلا تا حد زیادی بر پایهٔ بخش نفت خام و ساخت است. درآمد حاصل از صادرات نفت بیش از ۵۰٪ از تولید ناخالص داخلی و تقریباً ۹۵ درصد از کل صادرات را تشکیل می‌دهد. ونزوئلا پنجمین عضو اوپک از لحاظ تولید نفت است. از دهه ۱۹۵۰ تا اوایل دهه ۱۹۸۰ اقتصاد ونزوئلا شاهد رشدی مداوم بود که مهاجران بسیاری را به خود جذب کرد، و این کشور دارای بالاترین استاندارد زندگی در آمریکای لاتین بود. در جریان سقوط قیمت نفت در دههٔ ۱۹۸۰، اقتصاد منقبض شد، واحد پول به‌طور تصاعدی ارزشش را از دست داد، و تورم به ۸۴ درصد در سال ۱۹۸۹ و ۹۹٪ در سال ۱۹۹۶ رسید. سه سال بعد هوگو چاوز به قدرت رسید.
ونزوئلا تولیدکننده و صادرکنندهٔ محصولات صنعتی سنگینی نظیر فولاد، آلومینیم و سیمان است که تولیدشان در نزدیکی کیودد گواینا در نزدیکی سد گوری متمرکز شده، که یکی از بزرگ‌ترین سدهای جهان و تولید کنندهٔ حدود سه چهارم از برق ونزوئلا است. دیگر تولیدات قابل توجه شامل الکترونیک و خودرو و همچنین نوشیدنی و خوراک. کشاورزی در ونزوئلا حدود ۳٪ از تولید ناخالص داخلی، ۱۰ درصد از نیروی کار و حداقل یک چهارم از زمین ونزوئلا را به خود اختصاص داده‌است. ونزوئلا صادرکنندهٔ برنج، ذرت، ماهی گرمسیری میوه، قهوه، گوشت خوک و گوشت گاو است. با وجود روابط تیره بین دو کشور ایالات متحده آمریکا و ونزوئلا این کشور مهم‌ترین شریک تجاری ونزوئلا است. صادرات ایالات متحده به ونزوئلا شامل ماشین آلات کشاورزی، محصولات پزشکی، ابزار و ماشین است. ونزوئلا یکی از تأمین کنندگان خارجی نفت به ایالات متحده است. حدود ۵۰۰ شرکت ایالات متحده در ونزوئلا نمایندگی دارند.
بنا بر بانک مرکزی ونزوئلا دولت از سال ۱۹۹۸ تا ۲۰۰۸ حدود ۳۲۵ میلیارد دلار از طریق تولید نفت و صادرات عایدی داشته و بنا بر آژانس بین‌المللی انرژی به تاریخ اوت ۲۰۱۵ این کشور ۲٫۴ میلیون بشکه در روز تولید نفت داشته که ۵۰۰٬۰۰۰ تایش به ایالات متحده آمریکا صادر شده‌است. پس از «انقلاب سوسیالیستی» هوگو چاوز نیمی از ابرشرکت عظیم نفتی پترولئوس دی ونزوئلا در سال ۲۰۰۲ با اخراج بیشتر ۲۰٬۰۰۰ سرمایه انسانی کارامد ناراضی آن تعدیل شد و دولت با اعمال سختگیرانه کنترل ارز در سال ۲۰۰۳ تلاش کرد از فرار سرمایه جلوگیری کند. از آن زمان تولید نفت افولی مداوم داشته و واحد پول چندین بار ارزش خود را از دست داده و در اقتصاد اخلال ایجاد شده‌است. علاوه بر آن کنترل قیمت، خلع ید تعداد زیادی از مزارع و صنایع مختلف و دیگر سیاست‌های بحث‌برانگیز دولت از جمله توقف هر گونه دسترسی به ارز خارجی به نرخ رسمی معقول دولتی، منجر به تشدید کمبودها در ونزوئلا و افزایش شیب قیمت کالاهای رایج از جمله مواد غذایی و آب و محصولات خانگی و قطعات یدکی ابزارها و لوازم پزشکی شده که بسیاری از تولیدکنندگان را وادار به توقف یا کاهش تولید یا در نهایت رها کردن این کشور شده‌است چنان‌که چند شرکت فناوری و اکثر سازندگان خودرو چنان کرده‌اند. در سال ۲۰۱۵ ونزوئلا با بیش از ۱۰۰ درصد تورم بالاترین نرخ در جهان را دارد که بالاترین میزان در تاریخ این کشور بوده و تورم به ۷۰۰ درصد در سال ۲۰۱۶ و نزدیک به ۲۰۰۰ درصد در سال ۲۰۱۷ برسد در حالی که نرخ فقر بین ۷۶ تا ۸۰ بوده‌است.

## بدترین اقتصاد تاریخ نیمکره غربی
هنگامی که در سال ۱۹۶۰میلادی ۵ کشور «اوپک» را شکل دادند، تنها ونزوئلا ساکن خاورمیانه نبود؛ این نه تنها نشانه نیروی انرژی ونزوئلا بود بلکه پیشنهاد تشکیل «سازمان کشورهای صادرکننده نفت» اصولاً یک سال قبل از سوی حاکمان آینده‌نگر این کشور مطرح شده بود. در دهه پس از آن، ونزوئلا کشوری متمول شناخته می‌شد. در آن سال‌ها، این کشور ۱۰ درصد از تولید نفت خام در جهان را در دست داشت و مهم‌تر اینکه تولید ناخالص داخلی سرانه‌اش چندین برابر همسایگانی چون برزیل و کلمبیا بود، با فاصله‌ای نه چندان زیاد از ایالات متحده. حالا کلمبیا همان کشوری است که ونزوئلایی‌ها پشت مرزهای آن صف می‌کشند، شاید گشایشی شود و کالاهایی چند به دست برسد.
تورم در سال ۲۰۱۷ به ۲۶۱۶درصد و در ژوئن ۲۰۱۶ به بیش از ۴۶ هزار درصد رسید. همزمان، بولیوار، پول ونزوئلا چنان بی‌ارزش شد که خریداران به جای شمردن اسکناس‌ها، آن را وزن می‌کنند. اقتصاد آنلاین در گزارش دلایل اصلی رکود سنگین ونزوئلا را هزینه پوپولیسم، بداقبالی نفتی، مدیریت نامدیران دانست.
صندوق بین‌المللی پول که دولت ونزوئلا آن را «پنجه واشینگتن» می‌خواند، این فاجعه کم مانند را «بحران عمیق اجتماعی و اقتصادی» خواند و گفت تورم ونزوئلا در سال جاری میلادی به یک میلیون درصد - بله، یک با ۶ صفر- می‌رسد.
فرانسسکا فیلیا، مدیر ارشد اجرایی «فاسانارا کپیتال» در لندن به «سی‌ان‌بی‌سی» می‌گوید: «ابرتورم نظام اقتصادی را سکته می‌دهد چراکه سرمایه‌گذاران خارجی را فراری می‌دهد، کسب و کارهای داخلی را دلسرد می‌کند، ارزش پس‌اندازها و حداقل حقوق را از بین می‌برد و رشد اقتصادی را برای مدتی طولانی تحت تأثیر قرار می‌دهد. ابر تورم کسری بودجه و کنترل سرمایه را اجتناب‌ناپذیر می‌کند. ابرتورم وقتی به حرکت درآید، به سادگی متوقف نمی‌شود زیرا اعتبار سیاستگذاران به‌شدت آسیب خورده‌است.»
کیث جانسون، نویسنده مسائل ژئواکونومی در «فارن پالیسی» می‌نویسد: «ونزوئلا در دهه ۱۹۶۰ میلادی پیگیر متنوع کردن درآمدهای خود بود تا با توسعه دیگر بخش‌های اقتصاد به جز نفت، گرفتار «نفرین منابع» نشود. با این حال، در دهه ۷۰ بهای طلای سیاه چنان خیز گرفت که انگار سیل پول همیشه ادامه خواهد داشت.» ونزوئلا که سال‌ها دموکراسی پایداری را به خود دیده بود، نتوانست چنان‌که باید اقتصاد خود را گونه‌گون کند اما مردم‌سالاری و رشد اقتصادی، آن را تبدیل به یکی از نمونه‌های حاکمیت در منطقه کرد.
خبرگزاری بلومبرگ در سال ۲۰۲۰ به نقل از منابع آگاه خود در بانک مرکزی ونزوئلا مدعی شد که ذخایر ارزی این کشور تقریباً تمام شده و این کشور تنها ۸۰۰ میلیون دلار ذخیره ارزی به شکل نقد و ۲۰۰ میلیون دلار به شکل دارایی‌های نقدشونده دارد. در صورتی که این ادعا صحیح باشد، ذخایر ارزی ونزوئلا در این زمان کمتر از ثروت ۲۱۵۴ نفر در رده‌بندی ثروتمندان جهان خواهد بود!